# Indien i olympiska sommarspelen 1956
Indien deltog med 59 deltagare vid de olympiska sommarspelen 1956 i Melbourne. Totalt vann de en guldmedalj.

## Medalj

### Guld
- Leslie Claudius, Ranganathan Francis, Haripal Kaushik, Amir Kumar, Raghbir Lal, Shankar Lakshman, Govind Perumal, Amit Singh Bakshi, Raghbir Singh Bhola, Balbir Singh, Sr., Hardyal Singh Garchey, Randhir Singh Gentle, Balkishan Singh Grewal, Gurdev Singh Kullar, Udham Singh Kullar, Bakshish Singh och Charles Stephen - Landhockey.